# Коаста Магуриј (Јаши)
Коаста Магуриј (рум. Coasta Măgurii) насеље је у Румунији у округу Јаши у општини Балш. Oпштина се налази на надморској висини од 181 m.

## Становништво
Према подацима из 2002. године у насељу је живело 233 становника, од којих су сви румунске националности.